# TARIC
TARIC (naar de Franse afkorting TARif Intégré Communautaire, geïntegreerd communautair tarief, Integrated Tariff of the European Communities) is een databank van de Europese Unie waarin de douanemaatregelen (onder andere invoerrechten) van goederen worden gespecificeerd. Elk product valt hierbij onder een TARIC-code.
De databank bevat de volgende informatie:
- douanerechten
- commerciële maatregelen: antidumping en maatregelen tegen namaak
- regulering: verboden, beperkingen, limieten
- statistiek: kwantificering